# Podstawie (Uściszowice)
Podstawie – część wsi Uściszowice w Polsce położona w województwie świętokrzyskim, w powiecie kazimierskim, w gminie Bejsce.
W latach 1975–1998 Podstawie należało administracyjnie do województwa kieleckiego.